# Sphinctrinopsis
Sphinctrinopsis is een monotypisch geslacht van korstmossen behorend tot de familie Caliciaceae. Het bevat alleen Sphinctrinopsis pertusariae.